# Ácido isocítrico

Estructura química del ácido isocítrico.

El ácido isocítrico (1-Hidroxipropano-1,2,3-ácido tricarboxílico), o su forma ionizada, el isocitrato, es un metabolito del ciclo de Krebs que se genera después de la reacomodación del ácido cítrico (C6H8O7), por acción de la enzima aconitasa y de la isocitrato deshidrogenasa. Al ser un isómero estructural del ácido cítrico (ácido 3-carboxi-3-hidroxipentanodioico), el cual es un ácido orgánico tricarboxílico débil que está presente en la mayoría de las frutas (sobre todo en cítricos), es un buen conservador y antioxidante natural que se usa principalmente como aditivo alimentario o  como marcador de calidad. En bioquímica, aparece como intermediario en el ciclo de los ácidos tricarboxílicos (ciclo de Krebs), proceso realizado por la mayoría de los seres vivos.
| Fórmula molecular                           | {\displaystyle {\ce {C6H8O7}}} |
| Fórmula semidesarrollada                    | {\displaystyle {\ce {HOOC - CH2 - CH(COOH) - CHOH - COOH}}}                                                                                |
| Sinónimos                                   | 1-Hidroxipropano-1,2,3-ácido tricarboxílico 1-Hidroxipropano-1,2,3-tricarboxilato I-CIT 1-Ácido hidroxitricarballílico Ácido DL-isocítrico |
| Peso molecular                              | 192,12 g/mol |
| Solubilidad                                 | 466 mg/mL |
| Acidez (pKa)                                | 3,07 |
| Punto de fusión                             | 162-165 °C |
| Descripción física (a temperatura ambiente) | Sólido |

## Origen del isocitrato: el ciclo de Krebs
El Ciclo de Krebs, también conocido como el “Ciclo de Ácido Cítrico” o el “Ciclo de Ácido Tricarboxílico”, es una ruta metabólica, es decir, una sucesión  de reacciones químicas que forman parte de la respiración celular en todas las células aerobias, donde es liberada energía almacenada a través de la oxidación del acetil-CoA, derivado de carbohidratos, lípidos y proteínas en dióxido de carbono y energía química en forma de ATP (Adenosina Trifosfato).
En la célula eucariota, el ciclo de Krebs se realiza en la matriz mitocondrial. Además, el ciclo también se encarga de formar los precursores de ciertos aminoácidos, así como el agente reductor NADH, que se utilizan en muchas otras reacciones. Su gran relevancia en otras rutas bioquímicas sugiere que fue uno de los primeros componentes del metabolismo y puede haberse originado de forma abiogénica. 

### Etapas del Ciclo de Krebs
El ciclo de Krebs es un claro ejemplo de ruta anfibólica, lo que significa que involucra tanto anabolismo como catabolismo. Esto lo podemos corroborar analizando el hecho de que en este ciclo se produce, mediante intermediarios metabólicos, ATP/GTP, considerados como una importante fuente de energía (parte catabólica), pero también se sintetizan los precursores de otras rutas metabólicas destinadas a la obtención de moléculas complejas (parte anabólica).
Haciendo uso del proceso de la fosforilación oxidativa, esta ruta metabólica produce la mayoría de la energía usada por las células aeróbicas.

## Síntesis del isocitrato

síntesis del ácido isocítrico mediante la aconitasa

esquema de la síntesis del α-cetoglutarato a partir de ácido isocítrico mediante la enzima isocitrato deshidrogenasa

El isocitrato se obtiene durante la ruta metabólica del ácido cítrico, en el que se utilizan principalmente enzimas mitocondriales. El primer paso es la fusión del grupo “acetil” del acetil-CoA con un oxalacetato, proceso que es catalizado por la enzima citrato sintasa. La adición de calor permite la obtención de citrato, es entonces cuando es isomerizado por deshidratación hacia isocitrato, este es un proceso de dos pasos en el que primero se retira una molécula de agua que luego se vuelve a añadir. 
Dicha isomerización consiste en un reordenamiento del ácido cítrico en el que se experimenta una transposición del grupo hidroxilo de la posición 3 a la posición 2, formando el ácido isocítrico, su isómero. En el proceso de deshidratación se forma un producto intermedio, el cis-aconitato, el cual se rehidrata. Este último es el resultado final de la transposición del grupo hidroxilo en la molécula,  proceso catalizado por acción de la enzima aconitasa (una hidratasa).

### Compuestos sintetizados a partir del isocitrato
Una vez sintetizado el isocitrato, éste se oxidará para dar lugar al α-cetoglutarato. El grupo hidroxilo del isocitrato es oxidado hasta el grupo carbonilo con la correspondiente pérdida de dos átomos de hidrógeno y un par de electrones, par que es recibido y transportado por la coenzima NAD+ (que se reduce para dar lugar a la coenzima NADH), por medio de la acción de la enzima isocitrato deshidrogenasa. Consecuentemente se debilita el enlace con el grupo carbonilo central y la molécula pierde este grupo en forma de CO2. El producto obtenido es el α-cetoglutarato, también llamado oxalosuccinato.

## Propiedades de la molécula

### Propiedades físicas y químicas
El ácido isocítrico  es un producto químico orgánico que actúa como un ácido tricarboxílico y un alcohol secundario y está presente en todas las especies vivas que realizan el ciclo de Krebs.
Este compuesto está constituido por un ácido tricarboxílico, concretamente es un propan-1-ol con un hidrógeno en cada una de las 3 posiciones de carbono reemplazado por un grupo carboxílico, y su peso molecular es de 192.12 g/mol. Por otra parte, a temperatura ambiente, el ácido isocítrico es sólido y además tiene una solubilidad de 466 mg/ml. Además, esta molécula posee propiedades irritantes y tiene un punto de fusión entre 162 y 165 °C. El pKa de este compuesto es de 3,07 y, por lo tanto, se trata de un ácido extremadamente débil. Las sales y ésteres de este ácido se conocen como isocitratos.

### El ácido isocítrico en el cuerpo humano
La concentración de D-ácido isocítrico en el cuerpo humano se puede estimar a partir de la enzima isocitrato deshidrogenasa presente en la urea y la concentración mesurada para un adulto sano es de 0,08-0,65 mmol/L con un margen de error de 0.29 mmol/L. Concretamente, en los humanos, este metabolito se puede encontrar en la glándula suprarrenal y en fluidos como el semen, la orina, la saliva, la sangre y el líquido cefalorraquídeo (LCR).  A nivel subcelular lo encontramos en el citoplasma, las mitocondrias y el peroxisoma de las células.
Ciertas moléculas pueden tener influencias sobre el ácido isocítrico y su concentración en el cuerpo. En particular, podemos observar que la Broma Pyridostigmine (creada con Permetrina) afecta al ciclo de los ácidos tricarboxílicos resultando en una baja de la abundancia del ácido isocítrico. Por otra parte, la Moxifloxacina inhibe la reacción de la gluconeogénesis, que baja la cantidad del ácido isocítrico. En el caso del Cisplatino, este compuesto afecta la regulación del proceso metabólico, que implica un aumento o una disminución de la cantidad del ácido isocítrico, dependiendo de la influencia del Cisplatino en el metabolismo.
En cuanto a los efectos que tiene el ácido isocítrico en el cuerpo humano podemos destacar el que tiene sobre la próstata, ya que esta es muy rica en ácido cítrico, sin embargo los mecanismos que generan esta acumulación son por la mayoría desconocidos. Un factor podría ser la poca oxidación del ácido cítrico a isocitrato (catalizado por la aconitasa). La relación entre la cantidad de citrato para isocitrato en los fluidos de la próstata humana permite representar la relevancia de este último, con un ratio de 33,1. Se considera entonces que la falta de aconitasa, impidiendo la formación de isocitrato, sería una justificación de la extensa cantidad de ácido cítrico en este órgano.

## Función de la molécula

### Funciones en el metabolismo
La función principal del isocitrato es formar parte de los metabolitos intermedios que juntos conforman el ciclo de Krebs. Sin embargo está presente en otros ámbitos, ya que la ruta del citrato e isocitrato son controlados por numerosos factores. Este proceso está relacionado directa o indirectamente al TCA y la producción de energía, el metabolismo del nitrógeno, la síntesis de ácidos grasos, el ciclo del glioxilato y la fotorrespiración. 
El ácido isocítrico también desempeña un papel importante en el metabolismo de las plantas, ya que se ha demostrado que las rutas metabólicas para la conversión de citrato e isocitrato (la forma ionizada del ácido cítrico) se incorporan al sistema de procesos metabólicos reticulados de éstas y pueden proporcionar esqueletos de carbono, apoyar el funcionamiento del ciclo del glioxilato y desempeñar un papel importante en el TCA y el metabolismo energético. Además, también se considera el papel del isocitrato como potente efector de algunas enzimas.

### Otras funciones
Además de presentar un papel fundamental en el ciclo de ácido cítrico, esta sustancia también puede utilizarse como biomarcador potencial de determinados alimentos, generalmente de productos procedentes de la fruta, para determinar su autenticidad y calidad ya que permite, por ejemplo, poner en evidencia un zumo caducado con un ratio de ácido cítrico por D-ácido cítrico más alto que 130. El ácido isocítrico también suele utilizarse en la industria alimentaria como conservador y antioxidante natural. 
Las sales de monopotasio del ácido isocítrico, una vez purificados hasta el 99,9%, han revelado tener una capacidad de eliminar las neurointoxicaciones, restaurar la memoria e incrementar la capacidad de aprendizaje de ratas de laboratorio.

#### Síntesis artificial
El ácido isocítrico se puede sintetizar con ayuda de ciertas levaduras, las Yarrowia lipolytica. Este procedimiento puede ser regulado a partir de las condiciones de cultivación. La producción máxima tiene lugar con un medio de concentración 6 g/L en (NH4)2SO4, un pH de 6, y un grado de aireación de entre 25% y 60% de saturación. Entonces, con un tiempo de cultivación de hasta 748 h, probablemente debido a la alta actividad enzimática necesaria para la producción de este compuesto, tiene lugar la síntesis del ácido cítrico.

## Patologías asociadas
La molécula del ácido isocítrico tiene una variedad de patologías y enfermedades asociadas a un exceso o defecto de este compuesto. Entre las más importantes, podemos encontrar:
-Anoxia
-La enfermedad de Alzheimer
- Demencia frontotemporal
- Enfermedad corporal de Lewy
- Enfermedad renal poliquística autosómica dominante 
- La esofagitis eosinofílica.